# 廣州戰役 (1938年)
廣州戰役，也称“惠广战役”，是中国抗日战争中，中国第四战区部队在广东省大亚湾地区与日本第21軍进行的防御战役。大日本帝國攻占中華民國廣東省省會廣州週邊。1938年10月21日日軍攻克廣州，但一直沒有攻擊廣州旁的英屬香港和葡屬澳門，直至1941年12月7日偷襲美國珍珠港6小時後才突擊英屬香港，引發香港保衛戰。

## 背景与战前准备
1937年11月日军大本营制定了代号为“A作战”的计划，目标是入侵华南、攻占广州，切断中国最大外援路线，以削弱中国继续抗战意志，预定于1937年12月26日在大亚湾登陆。但12月22日所有作战准备工作一律中止。其主要原因是12月12日进攻南京的日军在芜湖地区封锁长江击伤了英国的军舰和商船，击沉了美国的炮艇巴纳号，随之英美政府向日本提出了强烈抗议，日本政府为避免引起英美猜疑，决定暂停对与英美有着重大利益关系的华南地区的进攻。
1938年4月初，余汉谋就接到国民政府军事委员会的情报，指出日军现在台湾集结陆军四个师团，海军舰艇约九十艘，合计兵力约八万余人，即将大举向广东侵犯。第四路军总部和广东省政府准备必要时迁往翁源，并在翁源构筑了防空地下室备用。余汉谋遵照蒋介石的战略，制订了第七号防御作战计划，以第152师驻守海南岛，独9旅在中山县沿海，157师守潮汕海岸，以保安部队占据其他沿海岸要点阵地，构筑工事，准备作战；第四路军主力占领广增公路主阵地，158师占石牌至新塘线，186师占增城增江两岸，153师在虎门与宝安间，151师在深圳龙岗淡水间沿海前沿阵地；154在增城西北莲塘为总预备队；独20旅在佛山为机动部队。第四路军成立了国防工程委员会，从香港采购了大量钢铁、水泥，分拨各阵地。广东省政府发行了三百万元国防公债，广东省动员委员会还发动中等学校以上的学生各回本乡半月，宣传和组织群众。但时隔不久，国民政府军事委员会又发来一次情报，说日军已改变战略，将四个师团调至长江地区作战。这样一来，广东军政当局就开始松懈下来。
1938年5月底，日军在决定攻占武汉的时候，同时实施攻占广州较为有利，但由于海路运输资材不足，以及进攻武汉还需要预备兵团，所以决定“待攻占汉口后再实施”。7月，充作广州作战用的海路运输资材准备完毕，日本陆军遂决心同时实施广州作战，并与海军统帅部、陆海军省、外务省进行了周密协商。8月10日，日苏签订张鼓峰事件停战协定，解除了日本陆军北方威胁。9月7日，日本召开大本营御前会议，作出了攻占广州的正式决定，并于当日下令组建实施广州作战的第21軍司令部。9月16日，日第21军司令部组编完成。第二十一军司令官兼台湾军司令官古庄干郎。预定参加广州作战的各部队向港口集结，根据实战需要进行了登陆战斗训练和改编建制与装备：
- 第5师团自8月下旬至9月下旬陆续集结于青岛；
- 第18师团从杭州转至上海，9月下旬集结于上海北部；
- 第104师团也于同时集结于大连。

9月19日，日军大本营下达攻占广州的命令《大陆指第273号指示》。参战部队有：
- 第二十一军（代号波集团）司令官：古庄干郎中将。参谋长 田中久一 少将，副参谋长 藤室良辅 大佐。
- 第五师团，师团长：安藤利吉 中将。参谋长 樱田武 大佐。
- 第十八师团，师团长：久纳诚一 中将。参谋长 小藤惠 大佐。
- 第一零四师团，师团长：三宅俊雄 中将。参谋长 片冈董 大佐。
- 第四飞行团，团长：藤田朋 少将。
- 野战重炮兵第一旅团（直辖野战重炮兵第二、三联队，野炮兵第三联队）。
- 独立重机枪3个大队。
- 独立轻装甲车3个中队。
- 山炮兵2个联队。
- 迫击炮5个大队。
- 8个野战高炮队及兵站部队。
- 海军第五舰队，司令官：盐泽幸一 中将（旗舰妙高号）。参谋长 田结穰 少将。
- 海军第九、十、八战队辖1艘重巡洋舰、5艘轻巡洋舰。
- 第二、五水雷战队辖2艘轻巡洋舰、4个驱逐队。
- 第一、二航空战队辖3艘航空母舰搭载飞机约110架，2个驱逐队。
- 第十四航空队辖1艘航空母舰搭载飞机8架，还辖飞机约52架、1个驱逐队、1个炮舰队。
- 第二根据地队辖第十一扫海队、第4炮舰队、港务部队等。

1938年9月29日，日军二十一军司令部从日本门司出港，10月2日到达澎湖列岛之马公岛。为协同作战，日本陆海军缔结了《关于乙作战波集团长与护卫舰队指挥官间的协定》。1938年10月上旬，日本第21軍下辖第5、第18、第104师团分别从青岛、上海、大连出发，舰艇和木船500余艘，飞机200余架，组成总兵力7万余人的南支那派遣军，在澎湖馬公要港部集结待命，准备在大亚湾登陆，攻占广州。
中国第四战区第四路军（广州沦陷后1939年3月在翁源三华改为第12集团军）广东分区指挥官总司令余汉谋。部队部署在大亚湾至广州、珠江东岸一线。辖151、153、156、158、186等5个师和独立20旅、独9旅等部队担负广州和大亚湾地区的防御。
- 一五一师 师长 莫希德 （八十三军军长兼）何联芳旅驻惠州澳头、淡水，温淑海旅驻深圳龙岗。
- 一五三师 师长 张瑞贵（六十三军军长兼）驻防深圳宝安一带。
- 一五六师 师长王德全
- 一五八师 师长 曾友仁 驻防新塘、黄埔一带。
- 一八六师 师长李振。为新成立的师，兵额不足，又未受过严格训练，该师叶植虞团仍留在罗浮山，所以实际只剩下3个步兵团，驻防龙门、永汉、增城一带
- 独立第二十旅 旅长 陈勉吾，参谋长陈克强。1938年3月在高要编成，辖3个步兵团，1个特务营，最初是想建成机械化部队，装备较好，军官大多是军校出生的年轻军人，但士兵却全是新兵，一般是入伍半年左右，少的三个月，训练不足。按第四路军新的战斗部署，将旅部（驻佛山石湾镇大庙），第二团驻佛山附近并参加中山县及佛山一带的国防工事构筑。第一团驻高要县，第三团驻三水县，各团的主要任务则是继续补充及训练。
- 独立第九旅 旅长 张简荪 驻防中山，后调回广州。
- 独立第二团
- 虎门要塞 司令 郭思演
- 梁世骥154师，驻防海南岛，后调回紫金。
- 陈崇范炮兵旅，辖两个团，驻防广州市郊夏茅。
- 战车部队一个营，驻防燕塘。
- 高射炮部队，第一连驻广州漱珠港，二连驻肖岗，三连驻黄花岗。
- 独立炮兵第一连和高射炮机关枪营，驻石龙、石滩铁桥。
- 独立第二团，驻广州沙河。
- 税警总团，驻广州市河南一带。
- 广东江防司令部

调出广东参加武汉会战的有64军（155师、187师）、66军（159师、160师），调往福建漳州的有157师。
广东惠阳县大亚湾澳头港，海面宽广，便于舰艇展开，尤其是岩前至霞涌一带有8公里长的沙滩海岸线登陆后，有公路通往淡水、平山、深圳、惠州等地，进军方便，适合大兵团活动，是一个理想的登陆港岸。余汉谋防御战略与兵力部署采取了前轻后重。担任惠（州）、平（山）、淡（水）、澳（头）和大亚湾沿海的守备军，由第八十三军军长兼一五一师市长莫希德负责。151师辖两个旅和1个补充团，每个旅有2个团。补充团驻博罗城；温淑海旅驻龙岗、深圳和广九线上；何联芳旅守备惠（州）、平（山）、淡（水）、澳（头）一线，该旅罗懋勋团团部和两个营驻淡水一带，一个营驻澳头亚妈庙，下辖三个连，土湾驻步兵第八连；黄鱼涌的禾里巴驻一步兵连；禾堂头驻机炮第三连。该营在澳头万年乡民众抗日自卫武装的配合下，防守新桥、粉石坳、黄鱼涌、土湾、石岩仔等海防线。以这样的兵力与三万登陆日军对抗，实力相差悬殊。中国守军对敌军的登陆计划一无所知，直至10月11日晚上，当守军发现海面出现日本军舰时，才打电话到广州和香港，通知正在那里玩耍的军官赶快回防。当时各电影院的银幕上突然出现“一五一师官兵迅即归队”的字幕。
日军调集海、陆、空军，在华南海域进行侦察、实施炮火攻击，占领广东沿海的蒲台、担杆、南澳和三灶等岛，并在这些岛屿修建机场、建筑码头，封锁广东沿海，为在大亚湾登陆做准备。从1938年10月1日开始的。日军每天出动飞机60余架次，轰炸惠州城延续10天之久。惠州城内大街小巷一片火海。尤其是水东街，有几间煤油店铺中弹后，所贮煤油燃烧爆炸。惠州全城被炸死300多人，炸伤100多人。同时，日军对淡水也进行轰炸。在淡水河边竹林中躲避的民众，一次就被炸死20多人。
1938年10月4日，国民政府统帅部向留守广东的余汉谋发去警告电报，表示有大量日军集结，应该是以广州为目标，要求余汉谋做好应战准备。但余汉谋却不以为意，认为日军进攻广州势必会触动英国利益，因此会投鼠忌器，不仅没有要求前线粤军备战，就连警戒命令都没有下达。大亚湾滩头的守备部队部分官兵离防外出广州。任由所属各级官佐离开防地前往广州、香港等地游玩。时任186师师长李振追述：

10月10日，我海防部队在大亚湾海面发现有三四艘日舰游弋。因为长期以来日军为了封锁我海上交通，有日舰出没是经常的事，不认为有登陆企图。至当日下午，敌舰增至十七八艘。83军军长兼151师师长莫希德判断敌有登陆企图，遂即以电话报告第四路军总司令部……我于11日零时到达惠州军部。与莫军长研究结果，认为日军确有登陆企图，主张变更部署，加强第一线兵力。当机向总部建议：将深圳防务交153师，大鹏湾一带留少数部队警戒；以何联芳旅任平山、下冲（今霞涌）之守备，温淑海旅任澳头守备，师部及直属部队推进淡水；惠州防务请总部另派得力部队接替。当日黄昏前，日舰船推进淡水；惠州防务请总部另派得力部队接替。当日黄昏前，日舰船增至四五十艘，前有航空母舰一艘，判断敌人总兵力有四万人左右。莫军长将此情况报告总部，并要求按我们所提建议，迅速变更部署，加强第一线，准备迎击敌人。但总部参谋长王俊指示：敌人不会在澳头登陆，勿为敌人佯动所迷惑，部队非有命令不准移动”。

10月9日第二十一军司令官古庄干郎率领波集团主力船团——满载着三个师团的基干人员、武器、军需品等106艘大船，共4万多人，在第五舰队的护卫下成两路纵队按其预定航线行进，未受任何妨碍即于10月11日黄昏到达大亚湾口外的虎头洋海面。接着，在驱逐舰施放的烟幕中进入湾内。日军的先头舰艇已于前一天进抵大亚湾附近海面。为确保顺利登陆，日军在汕头方面实行了佯攻。

## 战役过程

### 大亚湾登陆与攻占惠州
1938年10月12日凌晨2时45分，日军在炮火掩护下，分别在在大亚湾平海、稔山、澳头、霞涌、岩前涌登陆：
- 第104师团在大亚湾右面碧甲(毕甲)玻璃沙厂北面海岸登陆，到稔山后折向西行指向平山，沿途未遇抵抗。当天下午2时左右到达鹤山遭遇抵抗后，北进占领白芒花，配合从稔山方向来的日军，入夜前进占平山。10月12日占领平海。
- 第9旅团（及川支队）在盐灶背南岸登陆
- 第18师团主力为中路，是日军主攻部队，主登陆地点在澳头圩以东五公里的马涌至虾涌墟以西桂米涌七、八公里长的沙滩上，经新桥、分墩、出大径与左翼配合占领淡水城。日军登陆后，先头部队即向西猛冲，至官溪从新村经大蕉园、青山排过凉帽坳出大门埔直扑淡水镇。霞涌原驻有国军海军陆战队一个营，营长陈慎荣，在沙公坳略作抵抗，即向盐灶背方向溃退。
- 第18师团一部为左翼在在虾涌以西澳头圩西南面约五公里的倒装湾小桂登陆，由汉奸作向导，避开澳淡公路沿线几十座钢筋混凝土碉堡工事，经大涌、洗马湖，中午左右到达长山子，然后进入荷树下，于当日下午6时占领淡水城。淡水附近原驻有四五一旅旅部和罗团团部及两个营，在敌人尚未迫近时，不作抵抗，便弃城向惠州溃逃。

中国守军第六十四军第151师第451旅（2个团）驻守惠（州）平（山）淡（水）澳（头）一线。罗懋勋团团部和2个营驻淡水，一个营驻澳头。仅有钟冠豪营在当地布防，遭日军轰炸，死伤惨重。12日凌晨5时许，澳头驻军凌云连及万年乡抗敌后援会数十人，在新桥附近与日军先遣队交火。凌云连和后援会据固坚持到上午10时。澳头的另2个连退出前沿阵地。罗懋勋率驻淡水的1000余人在淡水南面高地狙击日军，激战1小时后，向西北方向撤退。13日凌晨2时，日军侵占惠阳重镇淡水。 
日军登陆后分三路西进，中国第四战区副司令兼第十二集团军总司令余汉谋指挥部队拒敌
10月13日日军第18师团从淡水、澳头、稔山三路进攻惠州。莫部守军钟冠豪营及佛子凹炮兵指挥部均闻风撤退。10月13日攻占平山。10月13日第104师团占稔山、吉隆，到达惠州南面，尾随第18师团推进。1938年10月13日蒋介石电令张治中部预备兵团从湖南增援广东。第四战区司令长官部于同日宣布封锁珠江口。并限令广州市民老、幼、妇、弱及公务员家属于两日内疏散。国民党中央和余汉谋亦分别发表《告全省军民书》和《告广东同胞书》，呼吁全省同胞一致奋起抗日，保卫广东。
10月14日占领横沥，并进至惠阳南郊。14日151师何联芳旅及师直属队撤往博罗。10月14日10时，日军第十八师团的追击队主力攻入惠州南侧地区。10月14日黄昏，上野支队步兵第五十五联队主力，乘雷雨天气，开始攻击惠州城；15日7时攻占惠州东侧县城，遭第151师一个团和独立第20旅向博罗方向撤退，惠州遂告失陷。
10月16日，日军攻陷博罗后，主力向增城突进；及川支队由惠州向广州作大迂回行动。第四战区命令各部向广州附近集结，第六十五军增防东江。余汉谋遂重新调整部署，以第一八六师主力守增城及罗浮山地区，第一五八师守增城之西的联和圩，第一五四师守增城之东的朱村、中新，独立第二十旅和独立第二团守增城之北的正果，以抗日军。 

### 广增之战
广州战役中，双方伤亡人数最多的一次战役，当数1938年10月17日至21日的“广(州)增(城)之战”。 
10月17日18时，日军进入增城以东的湖镇，与守军对峙。第153师在福田一线击溃日军一个联队，迫使日军退回博罗；独立第20旅在正果击溃日军少数侦察部队。于是，第四战区决定以第186师固守增城正面，并调集战车、炮兵支援；以第153、第154师从右翼，独立第20旅从左翼合围日军，企图将日军聚歼于增(城)博(罗)公路间羅浮山下。
10月18日，奉命从广九铁路东调的国军153师钟芳峻旅两个团于进入博罗至增城公路的福田布防。凌晨，日军先遣队到达福田，攻击显岗、石坳。钟芳峻当即指挥本部及林君勣团，李振第186师叶植楠团（后未及时赶到战场），协同夹击该敌。至12时左右，守军伤亡惨重，钟旅黄志鸿团长受伤不能指挥，撤回后方由团副徐毅民接任继续坚守阵地。战至下午2时，国军弹尽援绝，后方混乱不堪，一切给养都无法送上阵地。钟芳峻旅长下令后后撤遭到敌飞机、大炮扫射、轰炸，损失惨重。153师钟旅一部撤往公路以北的罗浮山，一部撤往公路以南的石龙、石滩。当钟芳峻退至新塘附近时，因部队战败，拔枪自戟。福田之战虽然最终战败溃散，但这一次战斗却是日军自大亚湾登陆以来遇到的第一次较有规模的顽强抵抗。10月18日日军继续向长宁推进，又遭第一八六师狙击。至14时，日军以坦克掩护步兵冲击，一八六师败退。16时，日军占领福田。而另一股日军则由龙华迂回攻增城西北，被独立军第二十旅阻截于正果地区。
10月19日，日军第18师团集中1.5万余人，分两路进击增城县城。9时30分，日机轰炸增城县城，地面部队到达增江东岸高地，发现增城内守军不多，当即集中兵力攻占了该城。同时，约300余敌军部炮联合队伍向中方独20旅正果圩阵地发起进攻，主阵地守卫的是独立20旅第三团，第一、二团分别置于右翼和左翼。旅指挥所也设于第三团后面。战斗打响不久，第二团失去联络，第三团受敌压迫后撤，团长张琛临阵逃脱。形势已相当危急，旅部作战参谋黄韬远临时赶至前沿阵地，组织配属独20旅作战、正往后撤的炮兵第三营九连（连长吴应朝）向正在山间狭道上朝守军追来的日军纵队轰击。敌猝不及防，来不及展开，又无处躲藏，伤亡较大。守军士气大振，步、炮协同作战，向敌人发起猛烈进攻，正在后撤的部队也转过身来奋勇向前。守军两侧部队则迂回过来给敌人以很大威胁，敌人逐步后撤，守军勇猛追击，又给敌人以不少杀伤。布防老虎石山顶的三团黄植虞营官兵，英勇抗击数倍于己的日军，打退敌人数次进攻，毙伤日军160多名，其中还包括一名联队长。黄营也付出沉重代价，伤亡200余人。至下午3时半，战斗基本结束，独20旅官兵停止追击，撤回正果圩吃晚饭，休整待命。正果之战是惠广之役中官兵配合较好、抵抗效果较好的一次战斗，守军独20旅在上级指挥失当、最初受挫的情况下，发扬积极主动的精神，奋勇杀敌。19日16时，日军增援部队到达，在飞机支援下，再次猛攻。至23时左右，日军的便衣队及部分正规军突入县城以北。其时，余汉谋已调其他部队及集团军所有装甲战车到增城增援，但未能击退来敌。独20旅陈勉吾旅长下令部队向西北沿派潭、从化退往广州方面，但由于侧翼没有布置相应掩护部队，陈旅受已占领北面永汉的日军骑兵向南的冲击，部队大部被冲散，旅指挥所与部队失去联系，重武器、伤员、辎重等多有丢失，仓惶退至从化附近，发现从化已被日军占领，只好又转向良口方向撤退。几乎与正果之战开始的同时，日军向增江西岸的186师阵地发动了进攻。敌人在强大炮火和飞机、坦克的配合下，沿交通线两侧采取快速进攻、猛追猛打、中央突破的战术，直扑守军阵地。战斗异常激烈，下午4时左右，守军阵地被突破。陈紹武旅长率潘标团沿广汕公路向南溃退，其余部队向从化、翁源方向撤退，增城附近主阵地完全失守。在增城附近配合186师作战的中央军重炮兵旅（缺一团）以及第四路军的炮兵一部，因第一线部队已摧垮，且受敌机轰炸扫射，炮兵威力不能发挥，以至溃散逃跑。所有炮兵武器全部丢掉，损失惨重。炮兵旅长改着便装，只身逃到154师460旅旅部请求收容，其余溃散官兵经收容后退至翁源。原为总预备队的154师撤往良口，152师邓琦昌旅向源潭撤退，158师向花县撤退，独9旅向清远撤退，税警团向三水、四会撤退。
增城沦陷之际，余汉谋下令召集军事会议商议对策，以将日军挡在广州之外。邓龙光第六十四军和叶肇第六十六军已经奉命火速回援。粤军众将一致认为，日军距离广州城尚有两百余里，即便是且战且退也可以坚持三天时间，等到后续援军抵达再和日军决战。余汉谋的参谋长王俊在军事会议上表示，既然日军已经攻占惠阳，不如就地布置一个口袋阵，在广州伏击日军，届时各部一起发动进攻，必能击退日军。该作战计划要求第63军军长张瑞贵率部由三汉圩向增城前方的福田进发，作为右翼包围攻击敌人；驻正果的独20旅南下福田作为左翼包围攻击敌人；以总预备队之一部，即462旅922团增援。王俊称这个计划为球状战术，即把敌人置于中间，你踢、我踢，大家一起踢破它。实际上包括余汉谋在内的所有与会将领都清楚，所谓口袋阵不过是纸上谈兵，前线各部均处于溃败状态，就连就地反击都无法做到，更何况是围歼日军。余汉谋调原驻宝安的153师钟芳峻旅到福田，原驻东莞的陈勉吾独20旅到增城东北的正果圩，还有一些炮兵也被调来以增强火力。但是，这些兵力再加上原驻增城的186师，相对于日军来说仍然是很单薄的。余汉谋不愿亲自去指挥这次作战，其他将领也推诿，直到作战前一天才任命第65军军长李振球为前敌总指挥。李振球带几个参谋副官于10月19日赶到增城朱村设立指挥所，可是仅半天时间，作战部队就全部崩溃了。
10月20日，日军第18师团发动全面攻势，中国守军防线被突破，守军向后溃退。日军迂回部队及川支队进攻从化、花县，以图截断广州至韶关间联系。10月20日8时，日军突破一八六师防线，10时占领增城县城以西的钟岗。一八六师孤立无援，退向钟落潭，14时增城县城遂告失守。余汉谋见势不妙，令第十二集团军主力向佛冈、从化、新丰等地转移，留独立第六旅防守龙眼洞、萝岗，自己连夜乘车到清远去了。主政广东的吴铁城和广州市长曾养甫也相继逃离。是日晚，第四战区在广(州)增(城)公路两侧布防，阻击日军，将主力撤至粤北的翁源、英德一线，而以一部防守广州。
10月20日5时，日军强攻正果东南面的白面石阵地，独立第二十旅第三团第二营营长黄植虞率领全营官兵，利用有利地形奋勇抵抗，日军攻击受挫。7时，日机轰炸守军阵地，步兵发起猛攻。守军第四、五连连长劳中逸、张任君负伤仍不下火线，组织士兵以轻重机枪猛烈扫射敌人，连续击退日军。战至9时，日军增援兵力又到，轮番冲击下，突破黄沙坝坳第五连阵地。幸预备队第六连及时反击，夺回黄沙坝坳阵地。11时，日军炮火更猛烈，电话线被炸断，守军的上下联络及弹药补给已极困难。营长黄植虞收集500多枚手榴弹，准备集中投掷以抗击敌人。12时，日军分五路强攻白面石阵地，传达兵张德胜、黄标也参加到投掷集束手榴弹的队伍中，给日军以较大的杀伤力。但是，在滚滚硝烟中，日军仍势凶夹狠，终于进入肉搏战。中国官兵奋勇与敌人肉搏近一小时，终于击退日军。但是，日军接着施放燃烧弹，守军阵地的林木燃起熊熊大火，日军步兵乘机冲锋。守军依然不惧，以轻重机枪火力使日军遭受重创，至16时前仍坚守阵地，掩护了该旅主力安全转移。此后，第二营以部分兵力佯作反攻，迷惑敌人，营主力则向从化方向撤退。此次狙击战，日军死伤164人，阵前遗尸40具；守军二营官兵伤亡200余名。后来，当地百姓为纪念阵亡将士，在爱国人士王雁门等发动下，在白面石村前的老虎石岗顶建抗日阵亡烈士墓，并在黄沙坝坳建抗日阵亡烈士纪念亭(此亭后来毁坏，1985年白面石村民集资重建)。 
10月21日6时，已占领增城的日军分两路进军，一路攻进从化，另一路向广州市区进逼。8时，日军与守萝岗的独立第九旅开战，守军退到太和。15时30分，日军的独立轻装甲车中队冲进广州市。17时30分，龙眼洞的守军被击溃，随后日军攻占沙河，并占领广州市区。日军第104师团向广州以北推进，攻占太平场；10月23日占领从化。与此同时，第5师团与海军配合，于10月23日攻占虎门要塞；10月25日攻陷三水；10月26日又陷佛山，于10月29日到达广州南郊。至此，日军控制了广州及附近要地。
广增之战，双方伤亡不少：日本防卫厅的《中国事变中国作战史》载：日军伤亡1923名。中国军方记载：中国官兵阵亡2954名，伤5645名，失踪2643名。

## 战役结果与影响

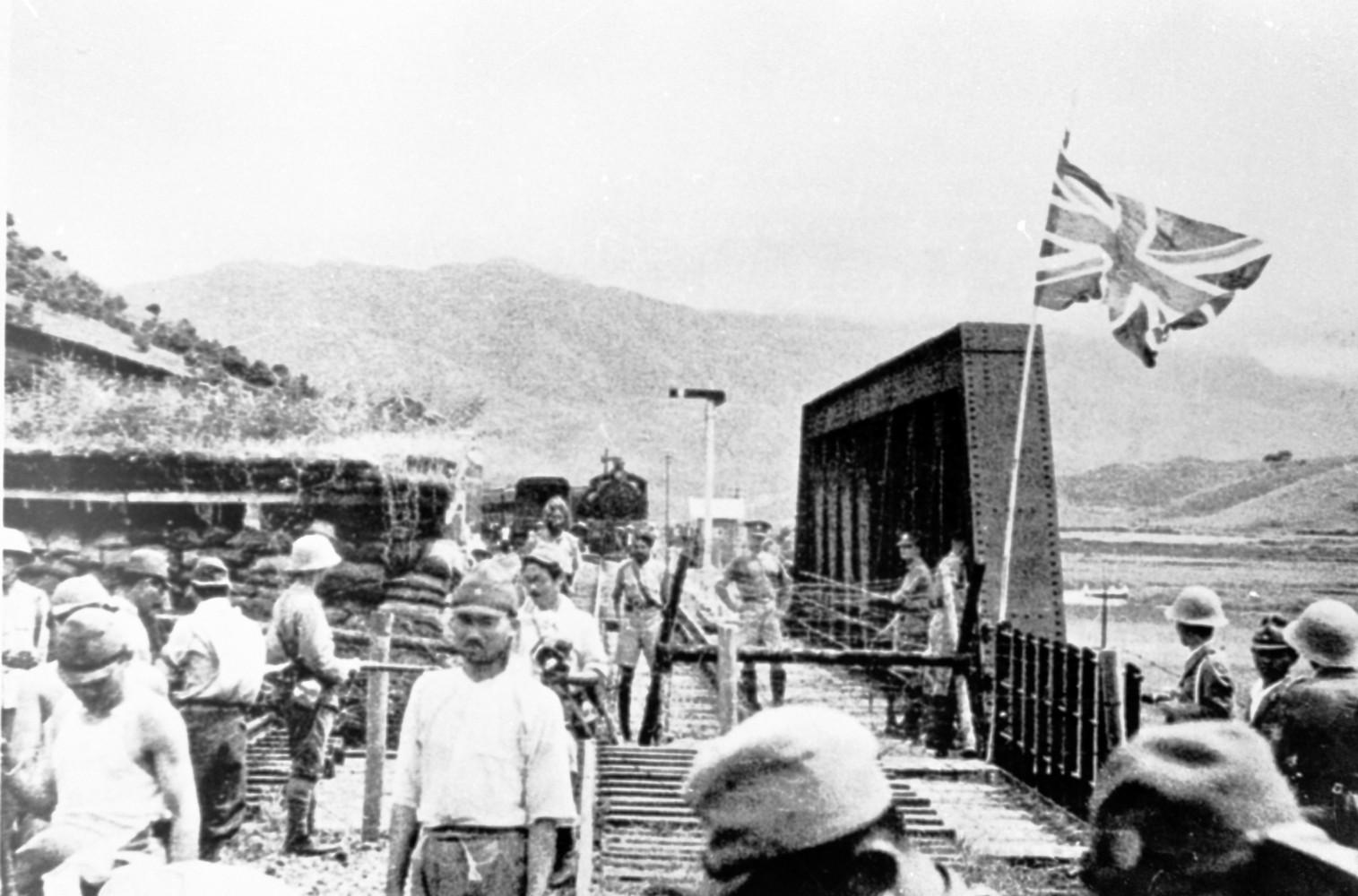
1938年11月初，日軍封鎖羅湖橋（英屬香港和中華民國廣東省寶安縣邊界），與駐港英軍對峙。圖中可見當時中港邊界位於羅湖橋的北岸橋頭，即以深圳河北岸為實際邊界線。此照片拍攝時位於深圳河以北的寶安縣一側。

10月21日，葡屬澳門的駐澳葡軍在日軍逼近廣州時候佔領了橫琴島直至1940年4月日軍驅逐葡萄牙軍隊。
11月15日，蒋介石以第八十三軍军长莫希德作战不力，丧师失地，予以撤职押送重庆查办，并下手谕：“着将莫希德一名枪决”。后经要人周旋，处分由枪决改为判刑，再改为保释，1941年冬出狱回武平岩前老家闲居。1938年11月15日邓龙光回任第八十三軍军长；12月21日第八十三軍撤消，邓龙光转任第六十四军军长。
国军第四战区防线北移至粤北一带。由于广州被占领，粤汉铁路被切断，再坚守武汉已失去意义，国军遂撤出武汉。但同时日军发现战线过长，已无力再发动大型战役。广州、武汉的沦陷标志着抗日战争进入相持阶段。
1938年12月7日日军收缩，撤出惠州城，仍然占据东江下游地区的部分城镇，并常常派出队伍对乡村进行骚扰。
1938年10月21日日軍攻克廣州後，10月22日已進軍寶安縣（今深圳市西部），11月時在英屬香港與寶安縣的邊界羅湖橋與駐港英軍對峙，但此後一直沒有攻擊廣州旁的英屬香港，因為日本尚未準備好和英國開戰。直至1941年12月7日偷襲美國珍珠港6小時後才突擊英屬香港，引發香港保衛戰。

## 外部連結
- 1938廣州戰役圖片庫（Fotoe） （页面存档备份，存于）